# Praia da Barra da Tijuca
Praia da Barra da Tijuca är en strand i Brasilien.   Den ligger i delstaten Rio de Janeiro, i den sydöstra delen av landet, 900 km sydost om huvudstaden Brasília. Praia da Barra da Tijuca ligger vid sjön Lagoa de Marapendi.